# Гнилушинский сельсовет
Гнилушинский сельсовет — сельское поселение в Задонском районе Липецкой области Российской Федерации.
Административный центр — село Гнилуша.

## История
Статус и границы сельского поселения установлены Законом Липецкой области от 23 сентября 2004 года № 126-ОЗ «Об установлении границ муниципальных образований Липецкой области»

## Население
| 2010  | 2012  | 2013  | 2014  | 2015  | 2016  | 2017  |
| ----- | ----- | ----- | ----- | ----- | ----- | ----- |
| 1715  | ↘1713 | ↗1729 | ↗1753 | ↗1781 | ↘1780 | ↗1815 |
| 2018  | 2021  |       |       |       |       |       |
| ↘1753 | ↘1706 |       |       |       |       |       |

## Состав сельского поселения
| № | Населённый пункт     | Тип населённого пункта       | Население |
| - | -------------------- | ---------------------------- | --------- |
| 1 | Гнилуша              | село, административный центр | ↘1423     |
| 2 | Даньшино             | деревня                      | ↘87       |
| 3 | Новая Воскресеновка  | деревня                      | ↘35       |
| 4 | Старая Воскресеновка | деревня                      | ↘170      |